# 望亭镇 (保定市)
望亭镇，是中华人民共和国河北省保定市清苑区下辖的一个乡镇级行政单位。原望亭乡于2017年初撤乡设镇。

## 行政区划
望亭镇下辖以下地区：
东安村、御城村、大望亭村、小望亭村、前米阳村、后米阳村、固上村、臧庄村、东木欠庄村、南刘口村、北刘口村、贾辛庄村、孟庄村和邵庄村。